# Аристовулос Петмезас
Аристовулос Петмезас (грч. Αριστόβουλος Πετμεζάς) је био грчки спортиста који је учествовао као стрелац и гимнастичар на првим Олимпијских игара 1896. у Атини.
Петмезас је у гинастици учествовао у дисциплини коњ са хватаљкама. Он није освојио медаљу, а његов резултат и пласман су непознати.
У стрељаштву је учествовао у две дисциплине. У дисциплини гађања војнички пиштољ на 25 метара пласирао се од шестог до тринаестог места на непознатим резултатом. У другој војничка пушка на 200 метара пласирао се од 14. до 41. места, а резултат није познат.